# The Great War (Sabaton-Album)
The Great War ist das neunte Studioalbum der schwedischen Heavy-Metal-Band Sabaton. Das Album thematisiert den Ersten Weltkrieg.

## Produktion
Das Album erschien am 19. Juli 2019 und wurde über Sabatons Plattenfirma Nuclear Blast veröffentlicht. Die Aufnahmearbeiten begannen genau 100 Jahre nach dem Ende des Ersten Weltkriegs – am 11. November 2018. Es ist das erste Studioalbum, das zusammen mit Tommy Johansson entstanden ist und aufgenommen wurde. Einen Gastauftritt hat Thobbe Englund, welcher bis 2016 Mitglied der Band war, im Lied Fields of Verdun. Dort spielt er das E-Gitarren-Solo.
Die erste Single zum Album Fields of Verdun wurde am 3. Mai 2019 veröffentlicht. Die Zweite The Red Baron am 14. Juni 2019. Als 3. Single wurde am 24. Juni 2019 über den offiziellen Twitter-Kanal von Sabaton bekanntgegeben, dass Great War – der Hauptsong zum Album – ab dem 28. Juni 2019 verfügbar sein wird.
Über den YouTube- & Patreon-Channel Sabaton History veröffentlichte die Band im Vorfeld Videos zu den Themen aus ihren Liedern, die die Hintergründe der einzelnen Lieder beleuchtet. Diese entstehen in Zusammenarbeit mit dem Historiker & Komiker Indy Neidell sowie Timeghost.

## Titelliste
| Nr. | Titel                                | Thema                                        | Spielzeit |
| --- | ------------------------------------ | -------------------------------------------- | --------- |
| 1.  | „The Future of Warfare“              | Panzer in der Schlacht bei Flers-Courcelette | 3:26      |
| 2.  | „Seven Pillars of Wisdom“            | Lawrence von Arabien                         | 3:02      |
| 3.  | „82nd All the Way“                   | Alvin C. York                                | 3:31      |
| 4.  | „The Attack of the Dead Men“         | Kampf der toten Männer                       | 3:56      |
| 5.  | „Devil Dogs“                         | Schlacht im Wald von Belleau                 | 3:17      |
| 6.  | „The Red Baron“                      | Der Rote Baron                               | 3:22      |
| 7.  | „Great War“                          | Erster Weltkrieg                             | 4:28      |
| 8.  | „A Ghost in the Trenches“            | Francis Pegahmagabow                         | 3:26      |
| 9.  | „Fields of Verdun“                   | Schlacht um Verdun                           | 3:17      |
| 10. | „The End of the War to End All Wars“ | Folgen des Ersten Weltkriegs                 | 4:45      |
| 11. | „In Flanders Fields“                 | In Flanders Fields                           | 1:57      |

## Charts und Chartplatzierungen
Mit The Great War erzielte die Band ihr erstes Nummer-eins-Album in Deutschland.
| ChartsChartplatzierungen       | Höchstplatzierung | Wochen |
| ------------------------------ | ----------------- | ------ |
| Deutschland (GfK)              | 1 (12 Wo.)        | 12     |
| Österreich (Ö3)                | 3 (7 Wo.)         | 7      |
| Schweden (GLF)                 | 1 (16 Wo.)        | 16     |
| Schweiz (IFPI)                 | 1 (11 Wo.)        | 11     |
| Vereinigtes Königreich (OCC)   | 11 (1 Wo.)        | 1      |
| Vereinigte Staaten (Billboard) | 42 (1 Wo.)        | 1      |